# 396P/Leonard
396P/Leonard è una cometa periodica appartenente alla famiglia delle comete gioviane.

## Scoperta
La cometa è stata scoperta il 16 marzo 2020 , ma già al momento dell'annuncio della scoperta erano state trovate immagini di prescoperta risalenti fino al 3 gennaio 2019; poche settimane dopo furono scoperte immagini risalenti al 5 marzo 2002  relative al precedente passaggio al perielio, fatto che ha permesso di numerare la cometa.

## Orbita e sua evoluzione
Prima della sua scoperta, la cometa aveva elementi orbitali molto diversi da quelli attuali :
| semiasse maggiore (a)               | 11,194 U.A.        |
| distanza perielica (q)              | 8,994 U.A.         |
| eccentricità (e)                    | 0,196              |
| inclinazione (i)                    | 2,0°               |
| argomento del perielio (ω)          | 226,0°             |
| nodo ascendente (Ω)                 | 71,0°              |
| tempo del passaggio al perielio (T) | 14,9 novembre 1932 |
| periodo di rivoluzione (P)          | 37,5 anni          |

La cometa aveva anche una MOID col pianeta Saturno inferiore a quella del satellite Titano. Questa ridottissima MOID con Saturno ha permesso il 6 maggio 1936 un passaggio ravvicinatissimo con Saturno a una distanza di sole 0,0077 U.A. pari a circa 1.151.904 km, inferiore all'orbita di Titano attorno a Saturno (1.221.830 km), con conseguente notevole cambiamento dei suoi elementi orbitali, in particolare il cambiamento della distanza perielica ha facilitato la scoperta della cometa. La cometa ha conservato una relativamente piccola MOID con Saturno tanto che il 19 marzo 1995 ha avuto un altro incontro, molto meno ravvicinato, di 0,692 U.A. con Saturno; la cometa inoltre ha attualmente anche una piccola MOID col pianeta Giove di sole 0,379 U.A.: nel corso dei prossimi secoli queste due piccole MOID, in particolare quella con Giove, porteranno nuovi notevoli cambiamenti dell'attuale orbita della cometa.